# Sitech Dev

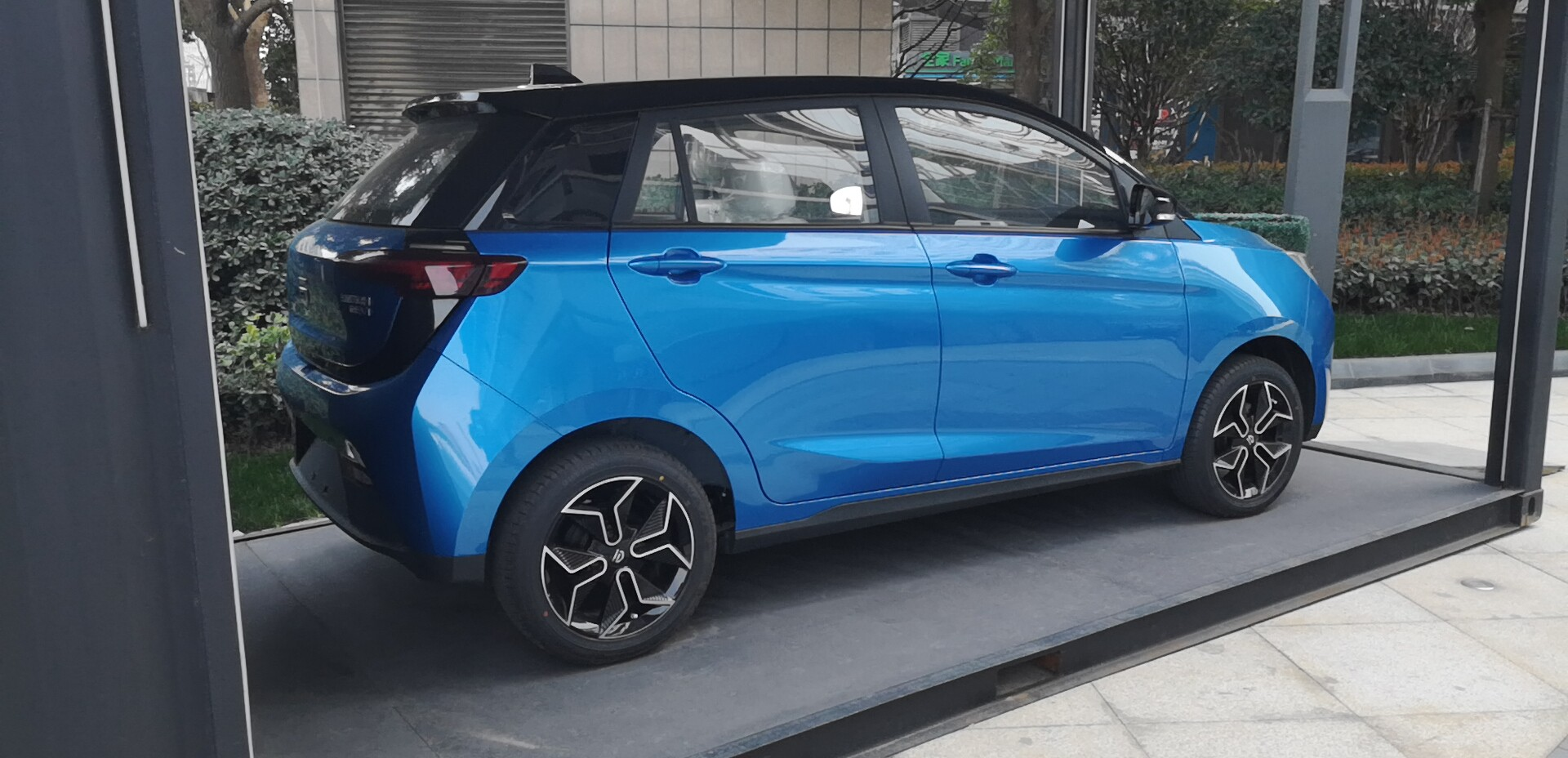
Seitenansicht

Sitech Dev war ein Hersteller von Automobilen aus der Volksrepublik China.

## Unternehmensgeschichte
Das Unternehmen wurde 2017 gegründet. Eine Quelle präzisiert auf September 2017. Der Sitz befand sich in Peking und ein Werk in Guiyang. Es besteht eine Verbindung zur China FAW Group. 2018 begann die Produktion von Automobilen. Der Markenname lautet Sitech. Im Juli 2019 wurden Probleme bekannt.

## Fahrzeuge
Im Angebot standen Elektroautos. Das erste Modell ist der 2018 eingeführte Sitech DEV 1. Er ist 374 cm lang. 2020 folgte der Sitech GEV 1.
Im August 2019 wurde über den MEV100 berichtet.
Die ersten Neuzulassungen in China sind für den Januar 2019 überliefert. In dem Jahr waren es 2914 Fahrzeuge. 2020 wurden lediglich weitere 60 Neuwagen dieser Marke in China zugelassen.